# Deivid
Deivid de Souza, conocido como Deivid (Nova Iguaçu, 22 de octubre de 1979), es un exfutbolista y entrenador brasileño, se desempeñaba como delantero. Debutó en el Nova Iguaçu Futebol Clube y se retiró en el Coritiba Foot Ball Club 2014.

## Clubes
| Club               | País     | Año       |
| ------------------ | -------- | --------- |
| Nova Iguaçu        | Brasil   | 1998-1999 |
| Joinville          | Brasil   | 1999      |
| Santos             | Brasil   | 1999-2001 |
| Corinthians        | Brasil   | 2001-2003 |
| Cruzeiro           | Brasil   | 2003      |
| Bordeaux           | Francia  | 2003-2004 |
| Santos             | Brasil   | 2004-2005 |
| Sporting de Lisboa | Portugal | 2005-2006 |
| Fenerbahçe         | Turquía  | 2006-2010 |
| Flamengo           | Brasil   | 2010-2012 |
| Coritiba           | Brasil   | 2012-2014 |

### Como entrenador
| Club     | País   | Año   |
| -------- | ------ | ----- |
| Cruzeiro | Brasil | 2016  |
| Criciúma | Brasil | 2017- |

## Palmarés

### Campeonatos regionales
| Título                | Club     | Estado         | Año  |
| --------------------- | -------- | -------------- | ---- |
| Campeonato Carioca    | Flamengo | Río de Janeiro | 2011 |
| Campeonato Paranaense | Coritiba | Paraná         | 2013 |

### Campeonatos nacionales
| Título               | Club        | País    | Año  |
| -------------------- | ----------- | ------- | ---- |
| Copa de Brasil       | Corinthians | Brasil  | 2002 |
| Serie A              | Cruzeiro    | Brasil  | 2003 |
| Copa de Brasil       | Cruzeiro    | Brasil  | 2003 |
| Serie A              | Santos      | Brasil  | 2004 |
| Superliga de Turquía | Fenerbahçe  | Turquía | 2007 |
| Copa de Turquía      | Fenerbahçe  | Turquía | 2007 |
| Copa de Turquía      | Fenerbahçe  | Turquía | 2009 |